# الخامسية
الخامسية قرية سوريّة تتبع إداريّاً لمحافظة ريف دمشق منطقة دوما ناحية النشابية، بلغ تعداد سكانها 1,024 نسمة حسب التعداد السكاني لعام 2004.